# Lijst van vervallen zetels in de Zwabische Kreits
In het boek van Johan Jacob Moser: Von der Teutsche Craijs-Verfassung (Frankfurt, 1773) worden de onderstaande tussen 1521 en 1575 vervallen zetels  in de Zwabische Kreits genoemd. Veel zetels gingen verloren doordat er gebieden in Zwitserland losgemaakt werden van het Heilige Roomse Rijk. Ook Oostenrijkse annexaties hebben bijgedragen aan de vermindering van het aantal leden.
1. Prinsbisdom Chur
2. Abdij van Sankt Gallen
3. Abdij Sankt Blasien
4. Abdij Sankt Peter auf dem Schwarzwald
5. Abdij Sankt Ulrich und Afra
6. Abdij Schuttern
7. Abdij Schaffhausen
8. Abdij Stein am Rhein
9. Abdij Kreuzlingen
10. Abdij van Einsiedeln
11. Abdij Pfäfers
12. Abdij van Disentis
13. Abdij Sankt Johann im Thurtal
14. Abdij Sankt Georg in Isny
15. Abdij Kaisheim
16. Graafschap Kirchberg
17. Graafschap Sigmaringen
18. Graafschap Tübingen
19. Heerlijkheid Falkenstein
20. Heerlijkheid Staufen
21. Heerlijkheid Baumgarten
22. Heerlijkheid Illertissen
23. Helft van de Sonnenbergse goederen
24. Rijksstad Schaffhausen
25. Rijksstad Sankt Gallen
26. Rijksstad Konstanz
27. Rijksstad Donauwörth